# Куртя (комуна)
Куртя (рум. Curtea) — комуна у повіті Тіміш в Румунії. До складу комуни входять такі села (дані про населення за 2002 рік):
- Кошава (451 особа)
- Куртя (699 осіб)
- Хомождія (173 особи)

Комуна розташована на відстані 335 км на північний захід від Бухареста, 83 км на схід від Тімішоари, 144 км на південний захід від Клуж-Напоки.

## Населення
За даними перепису населення 2002 року у комуні проживали 1323 особи.
Національний склад населення комуни:
| Національність | Кількість осіб | Відсоток |
| -------------- | -------------- | -------- |
| румуни         | 1275           | 96,4%    |
| цигани         | 36             | 2,7%     |
| угорці         | 7              | 0,5%     |
| українці       | 3              | 0,2%     |
| німці          | 2              | 0,2%     |

Рідною мовою назвали:
| Мова      | Кількість осіб | Відсоток |
| --------- | -------------- | -------- |
| румунська | 1307           | 98,8%    |
| циганська | 10             | 0,8%     |
| угорська  | 3              | 0,2%     |
| німецька  | 2              | 0,2%     |
| сербська  | 1              | 0,1%     |

Склад населення комуни за віросповіданням:
| Релігія        | Кількість осіб | Відсоток |
| -------------- | -------------- | -------- |
| православні    | 1111           | 84,0%    |
| п'ятдесятники  | 182            | 13,8%    |
| баптисти       | 12             | 0,9%     |
| адвентисти     | 11             | 0,8%     |
| римо-католики  | 3              | 0,2%     |
| реформати      | 3              | 0,2%     |
| греко-католики | 1              | 0,1%     |